# Michael Fuß
Johann Michael Fuß oder Johann Mihály Fuß, auch Fuss, (* 5. Oktober 1814 in Hermannstadt; † 17. April 1883 in Großscheuern) war ein siebenbürgischer, k. k. und k. u. k. österreichischer, evangelischer Geistlicher und Botaniker.

## Leben und Wirken
Fuß war Pfarrer in Gierelsau.  Er unternahm botanische Expeditionen innerhalb von Europa, insbesondere nach Rumänien. Sein offizielles botanisches Autorenkürzel lautet „Fuss“. Seine Hauptwerke ist „Lehrbuch der Naturgeschichte“ und die „Flora transsilvaniae excursoria“. Er gab auch den 4. Band von Baumgarten: „Enumeratio stirpium magno Transsilvaniae principatui praeprimis indigenarum...“, 1846, heraus und schrieb dazu „Mantissa prima nebst Registern“, 1846.

## Ehrungen
Nach ihm benannt ist die Pflanzengattung Fussia Schur aus der Familie der Süßgräser (Poaceae).

## Schriften
- 1866. Flora transsilvaniae excursoria. (Vorschau bei Google Books)
- Lehrbuch der Naturgeschichte, 1840–1845.